# Resolució 518 del Consell de Seguretat de les Nacions Unides
La Resolució 518 del Consell de Seguretat de les Nacions Unides, aprovada per unanimitat el 12 d'agost de 1982, després de recordar les resolucions 508 (1982), 509 (1982), 512 (1982), 513 (1982). 515 (1982), 516 (1982) i 517 (1982), el Consell va tornar a exigir que Israel i totes les altres parts observessin estrictament les resolucions aprovades pel Consell de Seguretat.
La Resolució 518 va continuar demanant l'aixecament immediat de totes les restriccions a la ciutat de Beirut per permetre l'entrada gratuïta a l'assistència humanitària. A continuació, la resolució va demanar al Secretari General de les Nacions Unides que informi de la implementació de la Resolució 518 el més aviat possible.